# Nobody’s Sweetheart Now
Nobody’s Sweetheart Now (auch Nobody’s Sweetheart) ist ein Song, der von Gus Kahn, Ernie Erdman (Text) sowie Billy Myers und Elmer Schoebel (Musik) geschrieben und 1924 veröffentlicht wurde. Er wurde zu einem der meistgespielten Jazzstandards.

## Hintergrund
Der Song wurde von Ted Lewis in der Revue The Passing Show of 1923 eingeführt. Der Liedtext handelt von einem Mädchen auf dem Lande, das sich inzwischen in eine mondäne Frau von Welt verwandelt hat, mit „edlen Strümpfen, seidenem Gewand...gemalten Lippen, bemalten Augen.“ (fancy hose, silken gown...painted lips, painted eyes.) Im Refrain heißt es schließlich: „Nun, das sieht alles irgendwie falsch aus, aber du bist jetzt Niemandes Liebling mehr.“(Well it all seems wrong somehow, But you're nobody's sweetheart now).

## Erste Aufnahmen

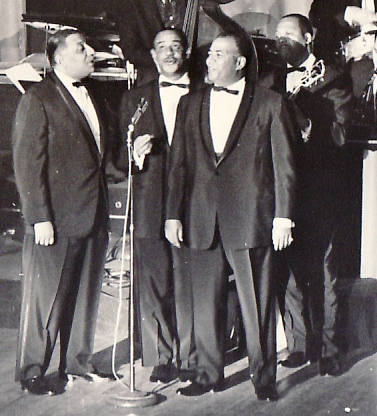
The Mills Brothers

Zu den Musikern, die den Song 1924 erstmals aufnahmen, gehörten Sam Lanin/Miff Mole, Harvey Brooks’ Quality Four und die Okeh Syncopators um Harry Reser. In die US-Charts gelangten lediglich die Versionen von Red Nichols (Brunswick, 1928, #13), Cab Calloway (Brunswick, 1931, #13) und schließlich der Mills Brothers (Brunswick, 1931, #4). Er war der erste Millionenhit eines Vokalensembles in den USA.
In den 1920er- und 30er-Jahren wurde der Song auch von Isham Jones, Benny Goodman, Charlie Pierce, Jack Pettis, Frankie Trumbauer, Eubie Blake, Louis Armstrong, Marion Harris und Eddie Condon eingespielt, außerdem von den Formationen Original Indiana Five, Washboard Rhythm Kings und McKinney’s Cotton Pickers. In den 1950er Jahren wurde das Lied von dem Akkordeonisten John Serry senior für RCA Records (RCA Thesaurus, 1954).  In der Countrymusik wurde Nobody’s Sweetheart u. a. von Hugh Cross, Wallace Sesten/Jack Shook und Wesley Long gespielt. Außerhalb der Vereinigten Staaten wurde der Popsong in dieser Zeit u. a. auch von Max Abrams, Jacques Gerlagh, Fred Elizalde, Oscar Alemán, Harry Roy, Alice Babs und Leonid Utjesov gecovert. Er fand auch Verwendung in mehreren Filmmusicals wie The Cuban Love Song (1931), Hit Parade of 1943, Stormy Weather (1943), Atlantic City (1944) sowie in Gus Kahns Filmbiografie In all meinen Träumen bist Du von 1951.
In späteren Jahren gehörte er zum Repertoire vieler Dixielandbands. Der Diskograf Tom Lord listet im Bereich des Jazz insgesamt 334 (Stand 2015) Coverversionen.